# Pintor de Berlín
Pintor de Berlín es el nombre convencional para un pintor griego de vasos de figuras rojas activo en Atenas desde aproximadamente el 500 al 460 a. C.,

## Vaso epónimo

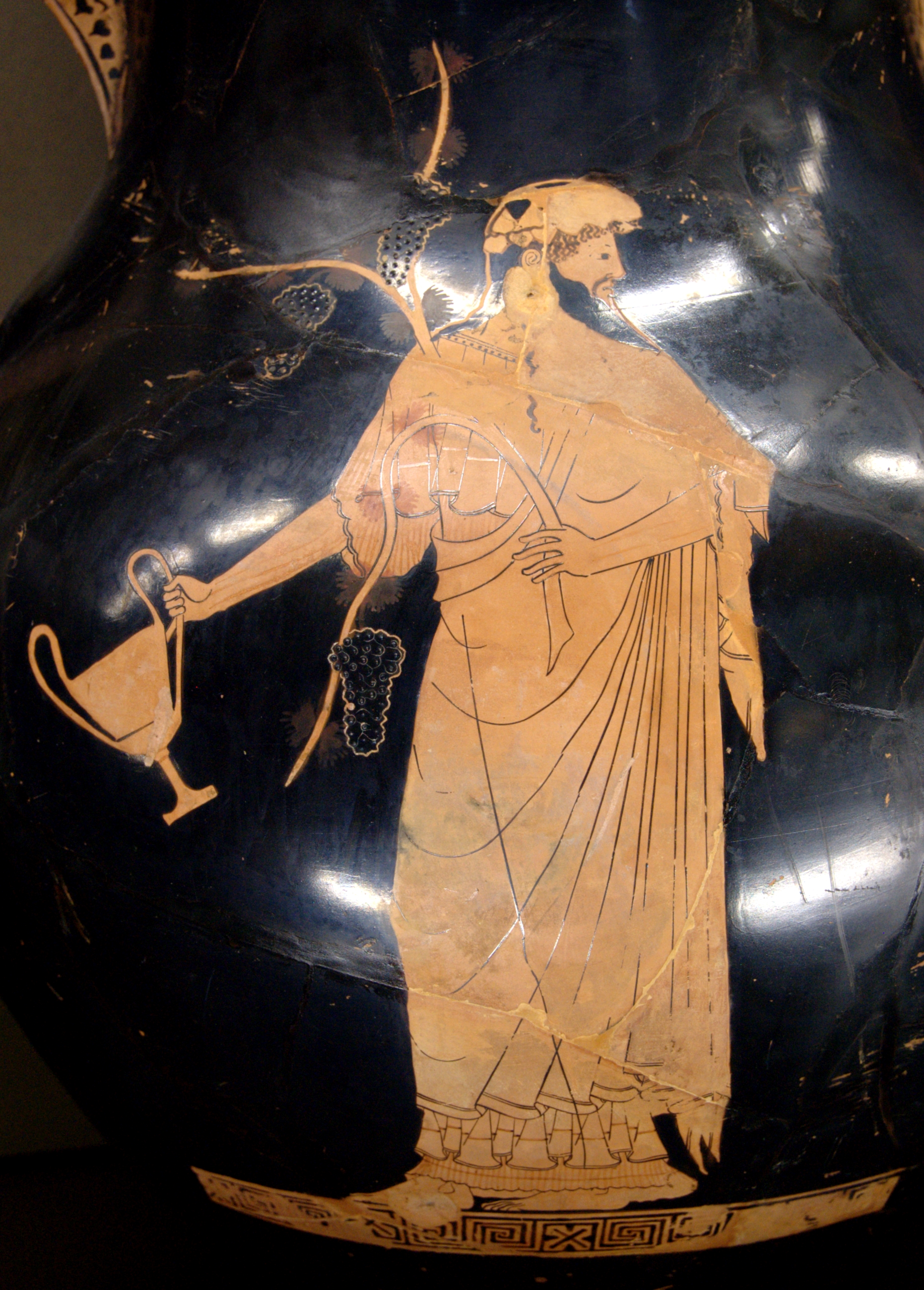
Dioniso sosteniendo un cántaros (copa para beber). Cara A de un ánfora ática de figuras rojas, c. 490-480 a. C. Encontrada en Vulci, Italia.

El Pintor de Berlín fue llamado así por John Beazley por una gran ánfora con tapa, una de sus obras maestras, en la Antikensammlung Berlin (F 2160). Fue el pintor de vasos al que John Beazley dedicó más tiempo en su carrera investigadora. Aunque Beazley consideraba al Pintor de Cleofrades como «el mejor de los mejores pintores de vasos de la época arcaica tardía», siempre sintió debilidad por el Pintor de Berlín, cuyas obras fueron objeto de su profunda investigación académica. Se le atribuyen unos 300 vasos. Su estilo se caracteriza por una sutil elegancia (es un pintor de χάρις – charis, término que en griego engloba elegancia y armonía).

## Formas y repertorio

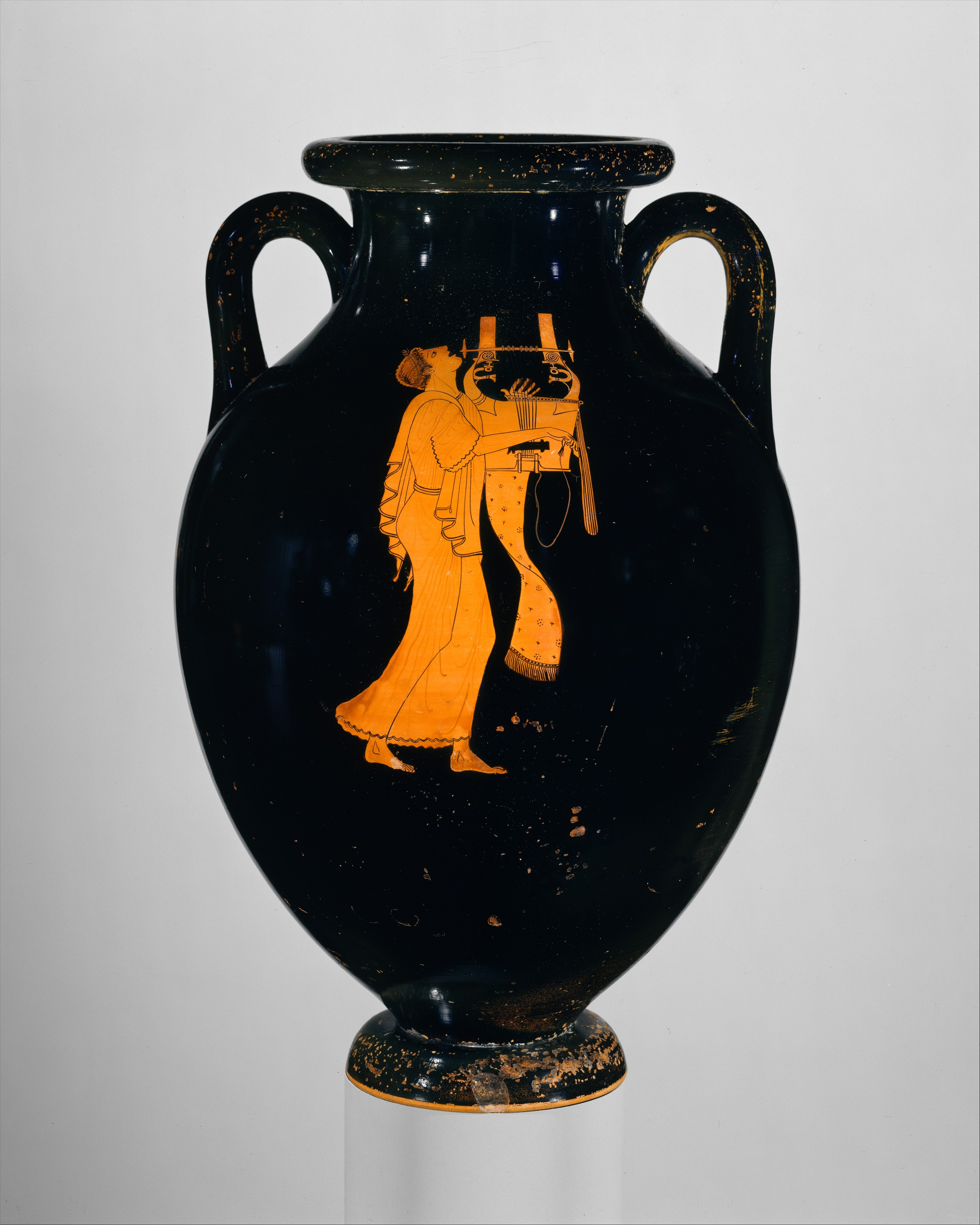
Tañedor de cítara. c. 490 a. C.

Sus figuras y los ornamentos que las acompañan están ejecutados con gran precisión, ya sea en recipientes para agua (hidrias), grandes vasos para vino (crátera)s o en vasos más pequeñas como jarras (enócoes) y botellas de ungüentos (lécitos). Las figuras individuales a ambos lados de sus vasos a menudo comparten el mismo espacio conceptual. Decoró las primeras cráteras de campana conocidas con asas, también decoró ánforas de cuello estrecho, algunas con asas retorcidas (las llamadas ánforas de cordón), ánforas bulbosas, ánforas de Nola o ánforas panatenaicas, decoradas tradicionalmente con figuras negras, que se entregaban a los ganadores de las Panateneas.
Produjo una serie de ánforas panatenaicas, que son sus únicos vasos de figuras negras. Aunque parece que la forma panatenaica es su favorita, el pintor de Berlín utilizó una variedad de formas diferentes. Pintó varias ánforas de Nola, y fue responsable de la popularidad de esa forma. Sus primeros vasos son los mejores, y entre ellos se encuentran muchas obras maestras de la pintura de vasos. En la etapa intermedia de su obra, el dibujo se vuelve convencional, y en la etapa posterior, incluso mecánico. En esta última etapa, no siempre es fácil distinguir la obra del artista de las imitaciones, y esta pregunta surge sobre cada uno de los vasos marcados como "tardíos" en la lista. Beazley dijo de las primeras obras del artista: «La delicada gracia de sus figuras no es nada débil ni engañosa; encanta como la juventud y la primavera».

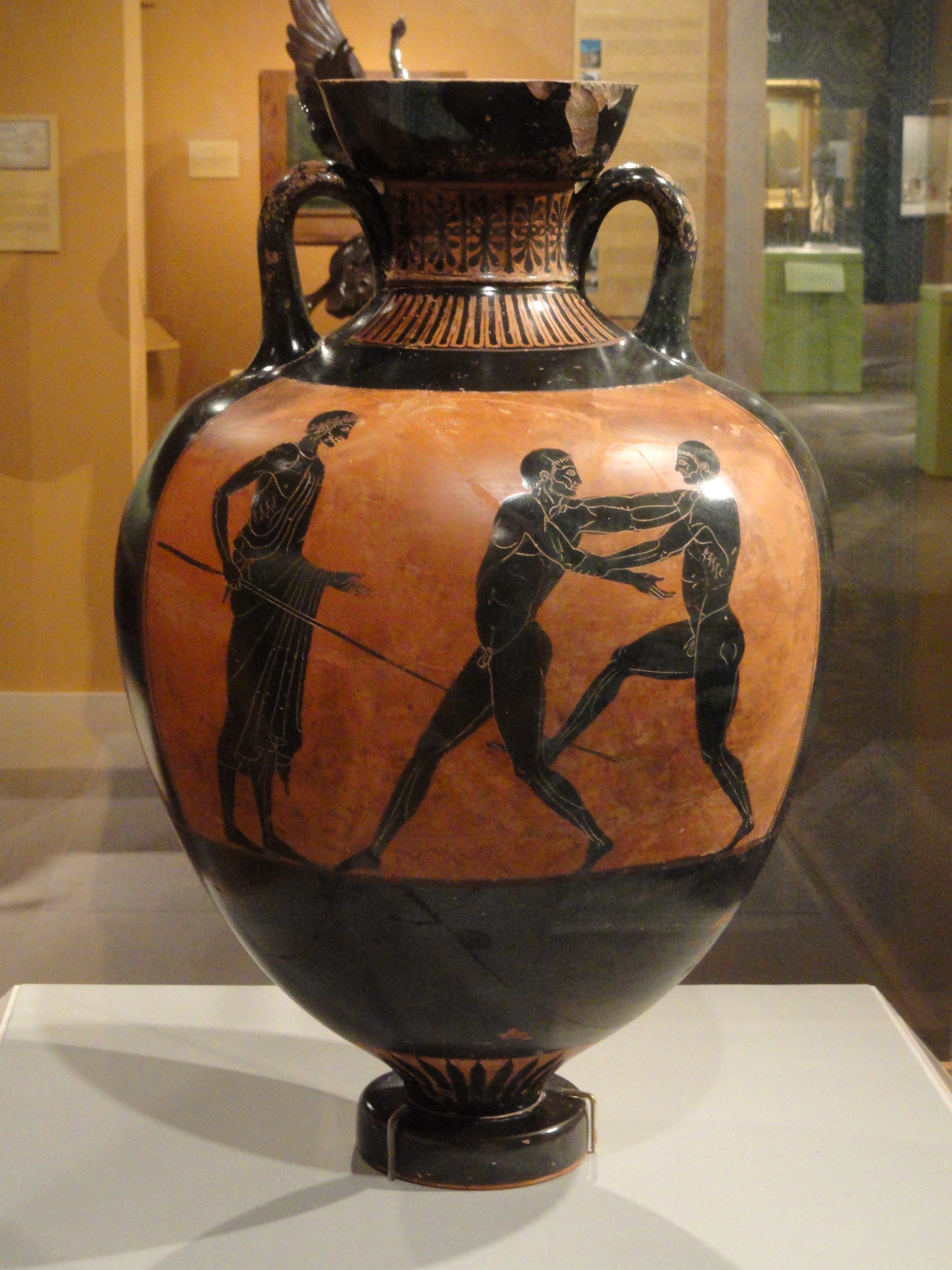
Ánfora panatenaica del Pintor de Berlín, con la inscripción TON ATHENETHEN ATHLON, c. 480-470 a. C., Museo de arte Hood.

Su obra más conocida es un ánfora tipo A de figuras rojas con tapa, expuesta en Berlín (Altes Museum, Antikensammlung F 2160). En la parte posterior del ánfora de Berlín, un sátiro se encuentra de pie o se mueve lentamente hacia la derecha, llevando un barbitón en su mano izquierda  y en su mano derecha levanta un cántaros y se inclina hacia él con sus labios para beber de él. En el lado opuesto del recipiente se encuentra un sátiro similar con la cabeza inclinada y echada hacia atrás. También sostiene un barbitón en su mano izquierda, con los dedos apoyados en las cuerdas, y en su mano derecha sostiene un pequeño enócoe. Inmediatamente detrás de él se encuentra la figura del joven Hermes, casi completamente cubierto por su cuerpo, que se mueve rápidamente hacia la derecha. Se le representa con un gorro y sandalias aladas, visibles a ambos lados. Sus brazos también están extendidos; a la izquierda sostiene un caduceo, más alejado del cuerpo, y a la derecha un cántaros. Entre las dos figuras se encuentra una cierva con la cabeza levantada. Las figuras están cuidadosamente superpuestas, creando un único contorno aislado sobre el fondo negro del vaso. Sobre la escena hay una banda cuidadosamente pintada de hojas de hiedra y racimos de uvas, y debajo hay una banda en espiral, un patrón ornamental poco común en vasos con la técnica de pintura de figuras rojas.

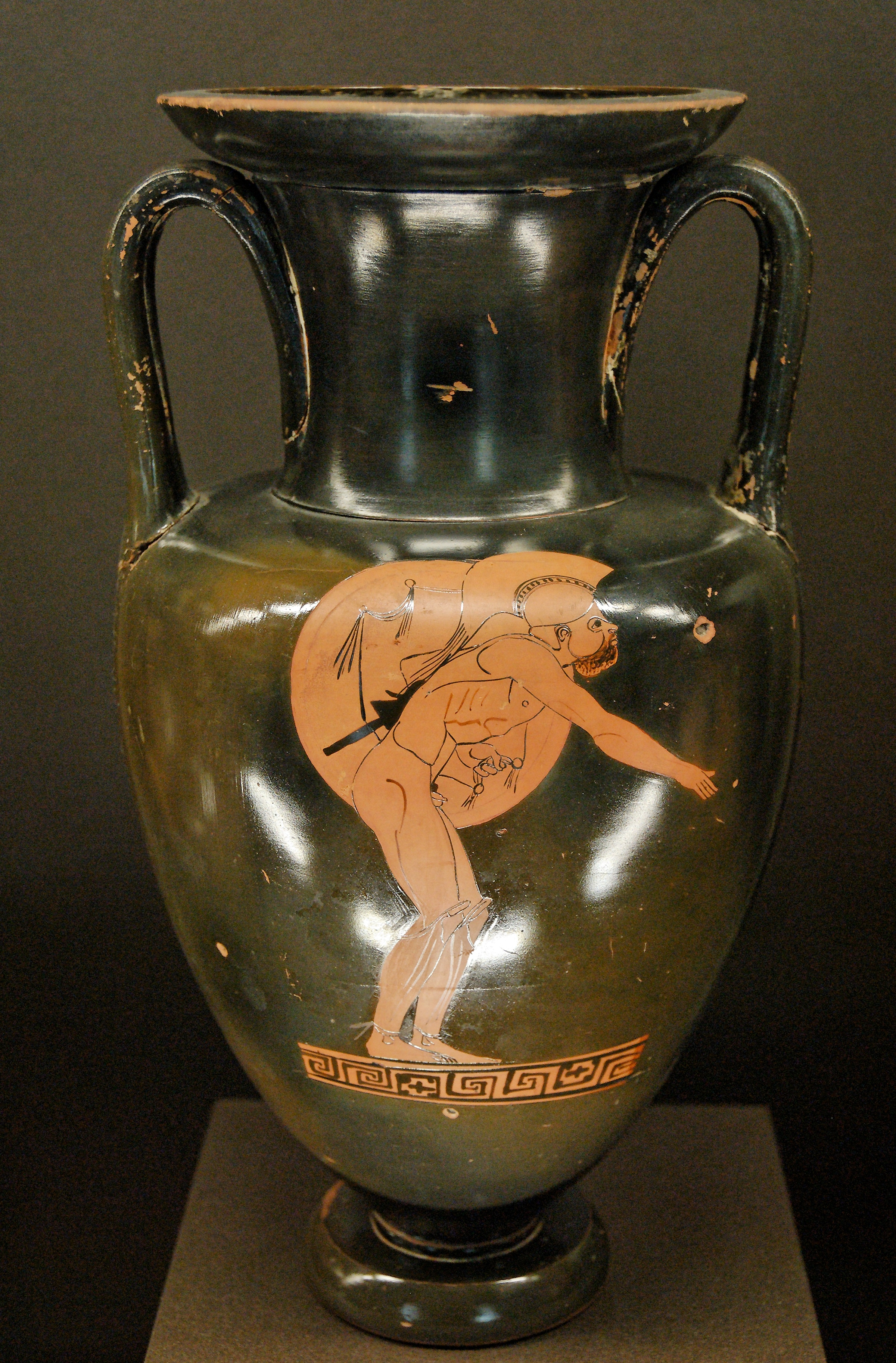
Ánfora de cuello que representa a un atleta corriendo el hoplitódromo. Pintor de Berlín, c. 480 a. C., Museo del Louvre.

Otra obra notable suya es una crátera de volutas (datada en 490–480 a. C.)expuesta en el Museo Británico de Londres, que el artista dejó sin decorar en el cuerpo de la vasija, de modo que su superficie negra y brillante resalta la forma equilibrada y se asemeja a un vaso hecho de bronce. Solo en el borde de la boca colocó impresionantes adornos de palmetas y en el cuello a ambos lados representó escenas de batalla. Todas las figuras están marcadas con inscripciones rojas, que ahora son menos legibles. En un lado hay una escena de la Ilíada de Homero (Ilíada XXII, 208-209), donde el héroe griego Aquiles se encuentra en batalla con Héctor, el hijo mayor y más valiente del gobernante troyano Príamo. Detrás de Aquiles está su diosa protectora Atenea, animándolo con un gesto. Apolo deja a Héctor, porque el destino de su protegido ya está decidido y ni siquiera un dios puede cambiarlo. Cuando Héctor, el único troyano que queda fuera de las puertas de la ciudad, inicialmente huyó del enojado Aquiles. La escena corresponde, pues, al clímax de la Ilíada de Homero, antes del final de la epopeya. La escena de batalla del otro lado del vaso también presenta personajes de la guerra de Troya. Sin embargo, se trata de una escena que tiene lugar tras la muerte de Héctor, que no se trata en la Ilíada. Aquí está Aquiles de nuevo, esta vez con su madre Tetis de pie detrás de él. Aquiles avanza con una larga lanza, Memnón se lanza contra él con la espada desenvainada, quien ha acudido en ayuda de los troyanos al frente de un ejército de etíopes africanos. Detrás de él se encuentra su madre Eos, la diosa de la aurora, que pronto llorará la pérdida de su hijo mortal. Durante la primera mitad del siglo V a. C., las escenas de batalla del ciclo  troyano fueron particularmente populares. Los griegos los vieron entonces como un preludio legendario de su propia lucha contra los aqueménidas (el mayor florecimiento de la pintura de vasos áticos se produjo precisamente durante las guerras médicas).
Se aproximaba estilísticamente, en sus primeras obras, a los pintores Eutímides y Fincias, por lo que se supone que pudo haber estudiado con ellos. Él mismo sirvió de modelo para una generación de artistas posteriores, algunos de los cuales pudo haber formado él mismo, como el Pintor de Aquiles, Hermonacte o el Pintor de Providence. Sus representaciones de la vida cotidiana y sus relatos mitológicos ofrecen una valiosa perspectiva del funcionamiento social, político, religioso y artístico de Atenas a principios del siglo V a. C.